# Polyrhachis durvillei
Polyrhachis durvillei é uma espécie de formiga do gênero Polyrhachis, pertencente à subfamília Formicinae.